# Richard Bettoni
Pour les articles homonymes, voir Bettoni (homonymie).
Richard Bettoni est un entraîneur de football et joueur de pétanque né le 28 mai 1957.

## Carrière

### Football
Il a été entraîneur de plusieurs clubs de football dont l'AS Cannes chez les jeunes (il a coaché Patrick Vieira). Dans la même période se trouvait un certain Zinedine Zidane dans ce club. Il a aussi été l'entraineur des jeunes du club de Saint Maximin (Var).
Il travailla comme collaborateur de Jean Tigana en tant que superviseur de joueurs. Il est notamment à l'origine du transfert du joueur serbe Savic de l'Étoile Rouge de Belgrade à Bordeaux le 23 juillet 2010, ou d'autres joueurs comme Riise ou Plasil à Monaco.

### Pétanque
Très bon joueur de pétanque au niveau national, il a notamment remporté les Masters de pétanque en 2008. 

#### Palmarès

##### Masters de pétanque
Vainqueur
- 2008 (avec Jean-Marc Foyot, Michel Schatz et Eric Bartoli) : Equipe Bettoni (Wild Card)

##### EuroPétanque de Nice[2]
Vainqueur
- Triplette 2006 (avec Jean-Yves Bettoni et Robert Leca)
- Triplette 2013 (avec Khaled Lakhal et Laurent N'Guyen Van)

##### B.I.C.B.O Chalon-sur-Saône[3]
Vainqueur
- Triplette 2006 (avec Jean Yves Bettoni et Romain Hidalgo) : Var et Rhône.

## Affaire judiciaire
En 2005, il a été mis en cause dans des dossiers par la justice française à la suite d'une plainte déposée par le Fédération française de football. Il n'a cependant fait l'objet d'aucune mise en examen. Il a fait l'objet d'une mise en examen par le juge Duchaîne dans le cadre du transfert de Philippe Christanval à l'OM.